# Тено
Тѐно (на италиански: Tenno, на местен диалект: Ten, Тен) е село и община в Северна Италия, автономна провинция Тренто, автономен регион Трентино-Южен Тирол. Разположено е на 428 m надморска височина. Населението на общината е 2038 души (към 2015 г.).